# Onam (métro de Séoul)
Onam (hangeul : 오남 ; hanja : 梧南) est une station de passage de la ligne 4 du métro de Séoul. Elle est située au 929 Jingeon Onam-ro, bourg de Onam-eup dans  la ville Namyangju-si, province Gyeonggi, à proximité de Séoul en Corée du Sud.
Ouverte en 2022, elle est desservie par les rames omnibus et express, qui circulent sur la ligne 4.

## Situation sur le réseau

Plan du réseau (2023)

Établie en souterrain, la station Onam, station de passage de la ligne 4 du métro de Séoul : est située entre la station Jinjeop, terminus nord-est, et la station ByeollaeByeolgaram en direction du terminus sud-est Oido.

## Histoire
La station Onam, station de passage de la ligne 4 du métro de Séoul est mise en service le 19 mars 2022, lors de l'ouverture à l'exploitation de 14,2 km depuis l'ancienne station terminus Danggogae,,.

## Services aux voyageurs

### Accès et accueil
Station souterraine établie au 929 Jingeon Onam-ro, dans le bourg de Onam-eup. Elle dispose de trois bouches numérotées de 1 à 3 et située de part et d'autre de la Yangji-ro. Elle est équipée d'escaliers, escaliers mécaniques et ascenseurs pour les cheminements entre les niveaux souterrains et la surface. Elle dispose notamment d'une billetterie avec des automates pour l'acquisition de titres de transports.

### Desserte
Onam est desservie par les rames omnibus et express, qui circulent sur la ligne 4. La station est aménagée avec deux quais latéraux équipés de portes palières.

Installations
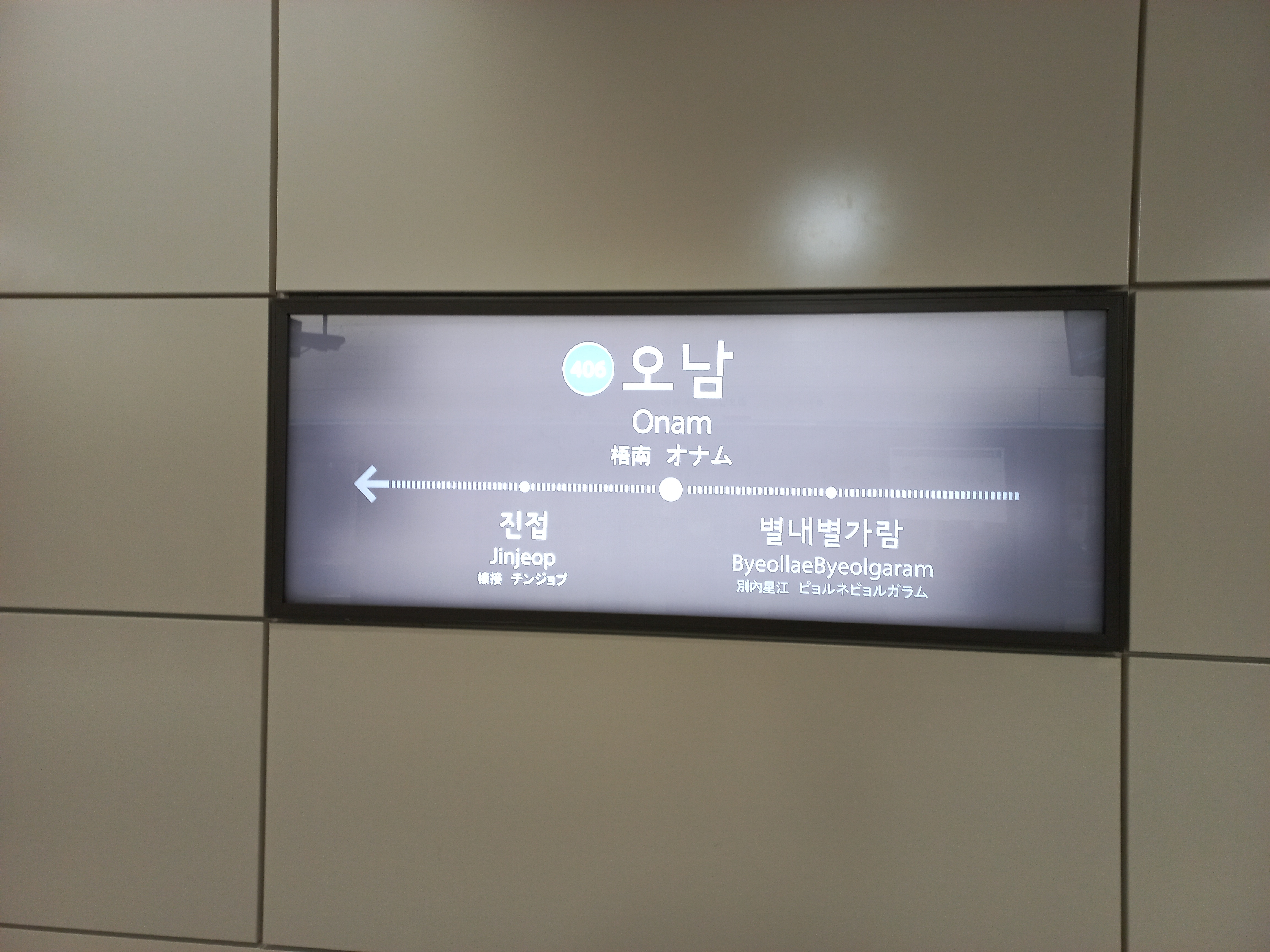
En 2022.
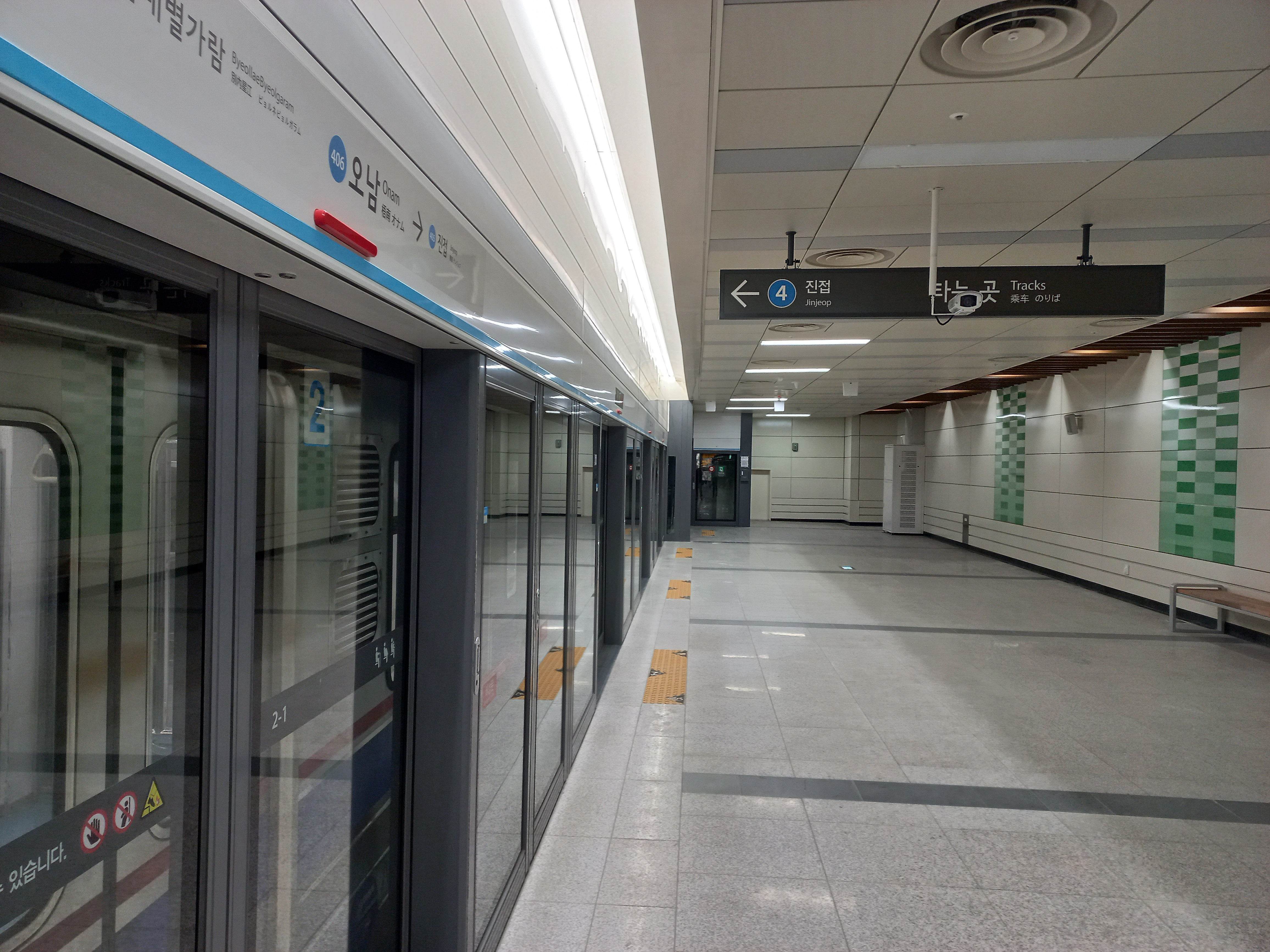
En 2022.

### Intermodalité
Des arrêts de bus sont établis à proximité.